# Золоте теля (роман)
«Золоте́ теля́» (рос. Золотой телёнок) — роман Іллі Ільфа та Євгена Петрова, написання якого було завершено 1931 року. В основі сюжету — подальші пригоди головного персонажа «Дванадцяти стільців» Остапа Бендера, що відбуваються на фоні картин радянського життя початку 1930-х років. Жанр — крутійський роман, соціальна сатира, роман-фейлетон.
Роман викликав неоднозначну реакцію в літературній спільноті. Полеміка розгорнулася навколо образів Остапа Бендера, що, на думку рецензентів, зображений надто приємним персонажем, і Васисуалія Лоханкіна, у якому низка критиків помітила карикатуру на російського інтелігента.
Твір було опубліковано в журналі «30 днів» (рос. «30 дней») (1931, № 1—7, 9—12). З травня 1931 року «Золоте теля» друкували в паризькому журналі в еміграції «Сатириконъ». Перше окреме видання вийшло 1932 року англійською мовою у США (видавництво Farrar and Rinehart Incorporated, Нью-Йорк). Перше книжкове видання російською мовою з'явилося 1933 року.

## Сюжет
Остап Бендер — спритний шахрай, добре обізнаний з психологією радянських громадян, але принциповий противник радянської колективістської ідеології. Після невдалої погоні за багатством мадам Пєтухової і замаху на життя, висвітленими у попередньому романі «Дванадцять стільців», він знову залишився без грошей. Остап знайомиться з Шурою Балагановим, який видає себе за «сина лейтенанта Шмідта», і дізнається від нього про підпільного мільйонера Олександра Івановича Корейка. «Великий комбінатор» Бендер вирішує відібрати в нього частину грошей — оскільки йому відомі «400 порівняно чесних способів» це зробити. Спільниками Остапа і Шури стають дрібні злочинці: старий крадій Паніковський і таксист Адам Козлевич, який намагається стати на чесний шлях.
Четвірка прибуває до місця проживання Корейка — Чорноморська. Проте вибраний метод простого шантажу не спрацював, після чого Остап Бендер підходить до справи цілком серйозно — на Олександра Корейка заводиться справа, в якій шляхом сумлінної праці збираються відомості про друге, підпільне життя мільйонера — щоб потім продати цю справу йому ж за 1 000 000 рублів. Для цього компанія організовує фірму-прикриття «Роги і копита». Однак у вирішальну мить продажу компромату Корейко вдається втекти.
З мізерною сумою грошей четвірка вирушає на його пошуки, які ведуть аж до Середньої Азії. По дорозі, не витримавши дорожніх негараздів, помирає Паніковський. Зневірені Козлевич і Балаганов залишають Остапа Бендера. Той обіцяє поділитись з ними здобутим мільйоном. У пустельному селищі великий комбінатор розшукує Корейка і таки вимагає в нього мільйон. Однак після цього починає стикатися з труднощами капіталовкладення. У радянській державі приватну особу не сприймають як договірну сторону, тому більшість послуг і предметів розкошів Остапові недоступні. Він впадає у депресію і навіть пробує позбутися грошей, але в останню мить вирішує здійснити мрію всього життя — емігрувати в Ріо-де-Жанейро. На всі свої гроші він накуповує золотих предметів і намагається втекти з СРСР. Під час перетину радянсько-румунського кордону румунські прикордонники грабують Бендера і йому доводиться повернутися до покинутої вітчизни, зберігши лише орден Золотого руна.

## Персонажі роману
Центральні
- Остап Бендер (командор)
- Шура Балаганов (улюблений син лейтенанта Шмідта, бортмеханік, уповноважений по копитах)
- Паніковський, Михайло Самуїлович (людина без паспорта, гусокрад, порушник конвенції, кур'єр контори «Роги і копита»)
- Козлевич Адам Казимирович (водій «Антилопи Гну»)
- Корейко Олександр Іванович (підпільний радянський мільйонер)

Епізодичні
- Зося Синицька
- Зіцголова Фунт
- Ребусник Синицький, дід Зосі
- Васисуалій Лоханкін … та інші мешканці «Воронячої слобідки»

## Аналіз твору

### Структура
За версією В. Катаєва, який по суті є одним зі співавторів роману (див. «Алмазний мій вінець»), обидва романи являють собою збірки фейлетонів, досить умовно об'єднаних спільною сюжетною лінією. Будь-який з фейлетонів міг би бути вилученим та замінений іншим, без суттєвих втрат для розвитку сюжету. Існує також другий, авторський, варіант роману «Дванадцять стільців», в якому його фейлетонний характер проявляє себе особливо яскраво — глави роману, що не ввійшли до класичного варіанта, практично не пов'язані з його основним сюжетом.
Текст роману містить численні пародійні вставки (наприклад, фрагмент повісті «Смерть Вазір-Мухтара» Ю. Тинянова), у якому автори роману досить вдало обігрують особливості стилю інших письменників. На жаль, більшість сучасних читачів мало знайома з популярними літературними творами того часу, що призводить до деякої втрати розуміння написаного.

### Місце дії і прототипи
Основне місце дії роману — місто Чорноморськ. Воно не має нічого спільного із сучасним Чорноморськом, який на момент написання «Золотого теляти» був хутором Іллічівським. Під цією вигаданою назвою Ільф і Петров насправді описали добре знайому їм Одесу. Доказом цього є наявність у літературному Чорноморську Приморського бульвару із неназваним пам'ятником (мається на увазі пам'ятник дюкові Рішель'є), згадки про колишню біржу, превалювання серед містян євреїв. Все це ознаки одеського побуту. У прикінцевих главах дія розгортається у неназваній середньоазійській республіці. Судячи з опису тубільців-кочівників, мова йде, скоріше за все, про Казахстан.
Головний герой «Золотого теляти» списаний з реальної людини — єврейського авантюриста Осипа Шора. Він мешкав здебільшого у Росії, але здійснив поїздку наодинці до Одеси.

### Ідея
Незважаючи на загальновизнаний сатирично-гумористичний характер роману, в ньому також присутні досить глибокі соціологічні узагальнення щодо передумов виникнення шахрайства в Радянському Союзі в 1920-х роках. З одного боку автори сміливо висміють недоліки радянської економіки і відверте лицемірство радянської системи, як от здатність одинокого спекулянта заробити мільйони рублів, торгуючи водою (перша фірма Корейка «Реванш»); бюрократизм у державних установах (епізод з печатками Полихаєва); симуляція божевілля заради уникнення відповідальності при перевірках (глава «Ярбух фон психоаналітик»); житлова криза (опис комунальної квартири «Вороняча слобідка»); дефіцит товарів, недолугість радянських ідеологем (вигадування ребусів паном Синицьким).
З іншого боку, Ільф і Петров завершують твір своєрідним панегіриком на честь нового порядку, в якому немає сенсу накопичувати індивідуальні багатства і де найкраще почувають себе прості робітничі люди (сцена зі студентами у поїзді). Це надає твору внутрішнього протиріччя і робить його закінчення непереконливим. Наприклад, на початку сюжету шахраям вдається підкуповувати «чесних» громадян за безцінь і домагатися своїх цілей, але з мільйоном у валізі Остап Бендер вже не може влаштувати собі приємного життя; також незрозуміло, чому досвідчений великий комбінатор, якому спочатку вдавалось уникати всіляких небезпек і провалів, наприкінці перетворюється на наївного і романтичного марнотратника, який купує верблюда, шубу, китайські вази і залишає ці покупки по дорозі, бо немає змоги возити їх із собою. Певною догодою панівному політичному режимові стала антирелігійна сцена з наверненням Адама Козлевича до католицтва і його повернення до шахрайської компанії. Показово, що в цьому випадку автори вдалися до радикального викривлення фактів: ксьондзи показані як облудники, які «спокушають» радянського громадянина і зазіхають на його власність (автомобіль), а нечистий на руку Остап Бендер — як щиросердий визволитель. Штучність цієї сцени в тому, що вона є тупиковим відгалуженням сюжету, не пов'язаним з пошуками мільйона. Крім того, цей художній прийом вже був випробуваний у попередньому романі «Дванадцять стільців», в якому був осміяний представник православ'я отець Федір.

### Крилаті вислови
Ряд цитат із «Золотого теляти» перетворились на крилаті вислови. Серед них найбільш відомі:
- « — Пиляйте, Шура, пиляйте! Вони золоті!» — заклик Паніковського до Балаганова розпиляти чавунні гантелі пана Корейка з впевненістю, що вони зроблені із золота.
- « — Варвара, самка ти вовчиця, до Птибурдукова ти йдеш від мене!» — докори Васисуалія Лоханкіна своїй невірній жінці.

## Українські видання
- Ільф І. А., Петров Є. П. Дванадцять стільців; Золоте теля: Романи / Пер. з рос. М. Пилинська, Ю. Мокрієв. — К. : Дніпро, 1972.
- Ільф І. А., Петров Є. П. Дванадцять стільців; Золоте теля: Романи / Пер. з рос. М. Пилинська, Ю. Мокрієв. — К. : Дніпро, 1989. — 598 с. : іл. ISBN 5-308-00428-5

## Фільмографія
- 1968 — «Золоте теля», в головній ролі Сергій Юрський
- 1993 — «Мрії ідіота», в головній ролі Сергій Крилов
- 2006 — «Золоте теля» (телесеріал), в головній ролі Олег Меньшиков

## Пам'ятники героям книги та фільмів
У багатьох країнах здавна практикується спорудження скульптур персонажів із творів класиків світової літератури. Але цікавим є той факт, що літературний герой не мав документів і лише згадував дореволюційний Київ, тож паспорт і прописку «Паніковський» отримав лише за рішенням Київської міської держадміністрації у 1998 році.
- 1998 — в Києві на Прорізній вулиці був встановлений пам'ятник Паніковському [Архівовано 15 серпня 2018 у Wayback Machine.].
- 2002 — у Бердянську відкрили пам'ятник «дітям лейтенанта Шмідта» — Остапу Бендеру і Шурі Балаганову [Архівовано 15 серпня 2018 у Wayback Machine.].